# أمن كندي
أمن‌ كندي هي قرية في مقاطعة مياندوآب، إيران. يقدر عدد سكانها بـ 22 نسمة بحسب إحصاء 2016.